# Сато, Цутому
Цутому Сато (яп. 佐島勤) — японский писатель. Прежде всего известен как автор серии ранобэ «The Irregular at Magic High School».

## Биография
Размышлениями, связанными с вымышленными мирами, Цутому занимался ещё с детства. К началу собственной карьеры в качестве писателя его подтолкнуло увлечение сетевой литературой. C 2008 по 2011 годы Цутому публиковал интернет-версии романов на платформах для размещения литературы под псевдонимом Цутому Сасима. В 2009 году на шестнадцатой литературой премии Дэнгэки под новым псевдонимом он представил одну из своих неопубликованных ранее работ. В декабре 2011 года Цутому удалил свою учётную запись с сайта интернет-самиздата и более она недоступна. В июле того же года с публикации первого тома серии «The Irregular at Magic High School» началась его коммерческая деятельность. Он до сих пор работает в издательстве как сотрудник компании. С ноября 2012 года по сентябрь 2013 он печатался в журнале Dengeki Daioh. 

## Авторский стиль
В одним из интервью Сато рассказал, что руководствуется произведениями в жанре классической научной фантастики. В число его любимых писателей входят Баку Юмэмакура и Хидэюки Кикути. В послесловии к седьмому тому «The Irregular at Magic High School» он говорит о себе как о:«Писателе развлекательных романов, стиль которого устарел», а в собственной карточке под суперобложкой называет себя «юношеским писателем изрядного возраста». Начиная новую сцену в произведении, он сначала прописывает к ней синопсис и думает о структуре и может подстроится под ограничения по количеству текста. Цутому пишет произведения достаточно быстро и способен выпустить четыре тома ранобэ за один год. Параллельно он рисует собственную серию комиксов.